# 1335 w polityce

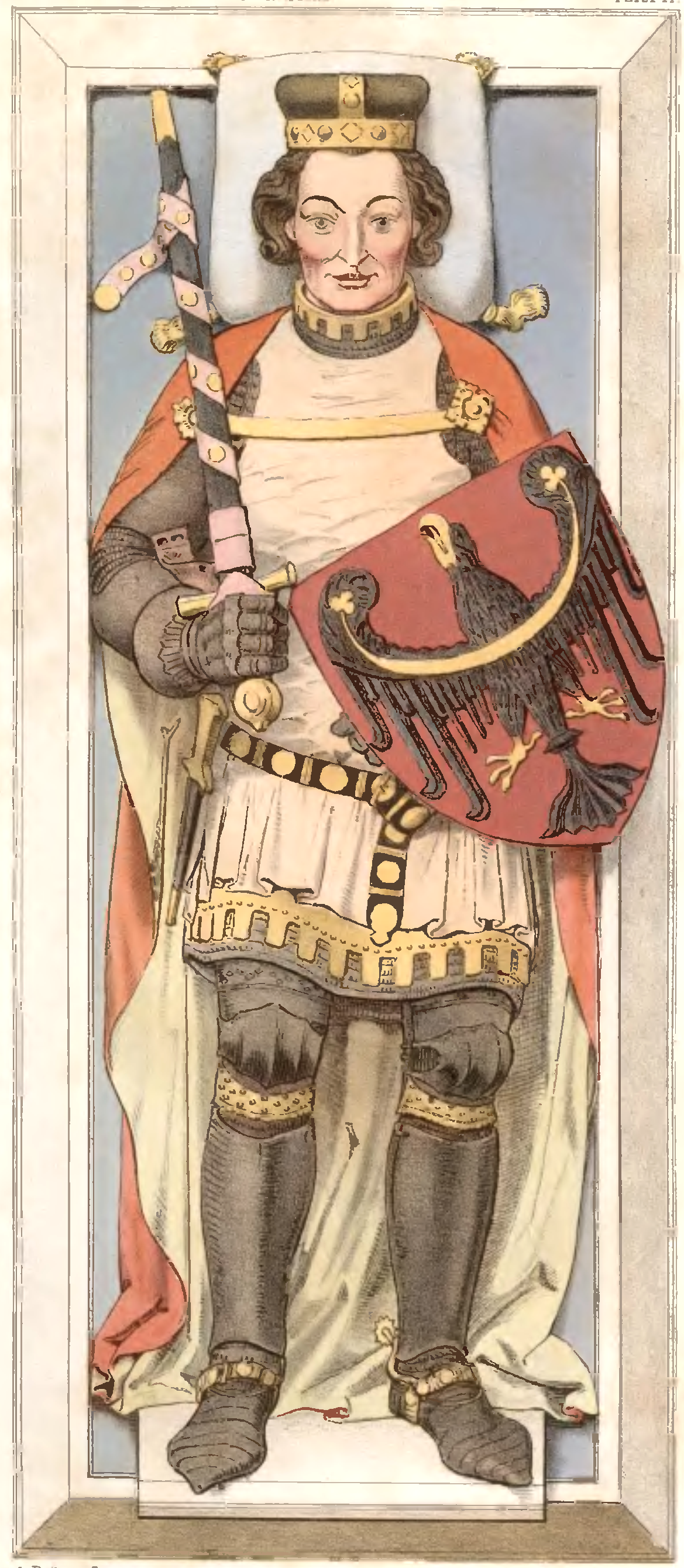
Henryk VI Dobry

Wydarzenia polityczne w 1335 roku.

## Wydarzenia
- zjazd wyszehradzki[1][2][3].

## Zmarli
- 24 listopada Henryk VI Dobry, książę wrocławski[4].